# Yeonhui-dong, Seoul
Yeonhui-dong là một dong (phường) ở trung tâm quận Seodaemun, Seoul, Hàn Quốc. Khu vực này gần trường đại học Yonsei, và thực sự cái tên Yonsei xuất phát từ sự kết hợp giữa Yeonhui (trường Yonhee cũ) và Severance (bệnh viện Severance).
Một vị trí chiến lược trong chiến tranh Triều Tiên (Đồi 104), khu vực này giáp Hongjecheon về phía tây (một con suối nhìn ra đường cao tốc chính), giáp Ansan về phía đông (ngọn núi nơi có đại học Yonsei trên đó) và giáp Yeonnam-dong (quận Mapo) về phía nam.
Văn phòng Seodaemun-gu, Trung tâm Y tế Seodaemun (서대문 보건소) và Trung tâm Thanh thiếu niên Seodaemun (서대문청소년수련관) cùng nằm ở trên đỉnh của tam giác này.

## Tên gọi
Trong triều đại Joseon, khu vực này có nhiều tên gọi khác nhau (Jeongja-dong, Yeom-dong, Gung-dong, Eumwol-ri). Dưới sự chiếm đóng của Nhật Bản, nó được gộp vào Gyeonggi-do, và quay về Gyeongseong-bu (Seoul) với tên gọi Yeonhui-jeong (延禧町). Năm 1946, nó được đổi thành Yeonhui-dong.
Lưu ý rằng phần phía nam của Yeonhui-dong sáp nhập vào Mapo-gu vào năm 1975, được đặt tên một cách hợp lý là Yeonnam-dong.
Tên gọi Yeonhui là sự tôn vinh cung điện Yeonhuigung được các vị vua đầu thời kỳ Joseon ca ngợi, đặc biệt là Vua Sejong, người thường ở đó vào cuối tuần, và đã có tấm lụa Triều Tiên đầu tiên được làm ra trong cung điện đó.

## Khu vực dân cư và giáo dục
Hai trường học nước ngoài lớn là trường Ngoại quốc Seoul và trường Hoa kiều Seoul tọa lạc tại Yeonhui-dong, cũng là nơi tổ chức nhiều hagwon. Lưu ý rằng tên gọi của trường đại học Yonsei có liên quan đến tên của khu vực này, nhưng vị trí Yonsei thực sự nằm ở Sinchon-dong.
Các trường học ở Yeonhui-dong:
- Trường Ngoại quốc Seoul (서울외국인학교)
- Trường tiểu học Yeonhui Seoul (서울연희초등학교)
- Trường trung học cơ sở Seoyeon (서연중학교)
- Trường trung học cơ sở Yeonbuk (연북중학교)
- Trường trung học cơ sở Sinyeon (신연중학교)
- Trường trung học cơ sở & trung học phổ thông Hoa kiều Seoul (한국한성화교중고등학교)

Nhiều gia đình người nước ngoài sống trong các khu dân cư và nhà thấp tầng. Mặc dù cộng đồng người Hoa giảm đi so với vài năm trước, một số nhà hàng và cửa hiệu vẫn tồn tại, đặc biệt là dọc theo Yeonhuimat-gil.
Những cư dân nổi tiếng hoặc cư dân đã từng sinh sống ở đây gồm có:
- Hai cựu tổng thống Hàn Quốc: Chun Doo-hwan, Roh Tae-woo.
- Ca sĩ, Diễn viên, Nghệ sĩ, Biên kịch: Jeon So-mi, Matthew Douma, Seo Taiji, Kim Young-ha, Choe U-ram, Park Seo-bo.

## Địa điểm nổi tiếng
- Bảo tàng Lịch sử Tự nhiên Seodaemun (서대문자연사박물관)
- Văn phòng Seodaemun-gu, Trung tâm Y tế Seodaemun (서대문 보건소), Trung tâm Thanh thiếu niên Seodaemun (서대문청소년수련관)
- Công viên Ansan, rừng Ansan
- Seoul Art Space Yeonhui (dinh thự của các nhà văn)
- Địa điểm cung điện Yeonhuigung (연희궁) - một cái giếng đã được trùng tu ở nửa phía Tây của khu vực này
- Địa điểm Chiến trường Đồi 104 Yeonhui (연희 104고지 전적지), một vị trí chiến lược trong chiến tranh Triều Tiên, được miền Nam tuyên bố chủ quyền vào ngày 21 tháng 9 năm 1950, và được bảo vệ khỏi cuộc phản công của các lực lượng Bắc Triều Tiên vào ngày hôm sau. Một tượng đài được dựng lên vào ngày 28 tháng 9 năm 1958.